# Sylvain (papillon)
Taxons concernés
- Dans le genre Limenitis :
  - Limenitis populi
  - Limenitis camilla
  - Limenitis reducta
- Dans le genre Neptis :
  - Neptis rivularis
  - Neptis sappho
  - Neptis dumetorummodifier

Le terme Sylvain est un nom vernaculaire ambigu qui désigne en français plusieurs espèces de papillons appartenant aux genres Limenitis et Neptis, dans la famille des Nymphalidae et la sous-famille des Limenitidinae.
Les Sylvains sont des papillons de taille moyenne à grande, avec le dessus des ailes de couleur noire ou brun sombre, orné de bandes blanches ou jaunes. 
Comme leur nom l'indique, ce sont des espèces souvent forestières.

## Liste d'espèces
Au moins sept espèces sont appelées « Sylvains » :
- Grand sylvain – Limenitis populi
- Petit sylvain – Limenitis camilla
- Sylvain azuré – Limenitis reducta
- Sylvain des spirées ou Sylvain cénobite – Neptis rivularis
- Sylvain de la gesse – Neptis sappho
- Sylvain de La Réunion – Neptis dumetorum
- Le Sylvain, ou la Sylvine, ou la Sylvaine Ochlodes sylvanus